# Лигнин
Лигнинът е сложно химично съединение, което най-често се извлича от дървесината. Терминът е въведен през 1819 г. от дьо Кандол и произлиза от латинската дума lignum, което означава дървесина. Той е един от най-срещаните на земята биополимери, превъзхождан по количество само от целулозата и заема 30% от нефосилизирания органичен въглерод. Изгражда между една четвърт и една трета от сухата маса на дървото. Като биополимер лигнинът е необичаен поради своята нееднородност и липсата на определена структура. Неговата най-често отбелязвана функция е спомагателна – на него се дължи здравината на дървесните клетки. 

## Биологична функция
Лигнинът играе ключова роля в преноса на вода в стъблото на растенията. Полизахаридите изграждащи клетъчните стени на растенията са силно хидрофилни и поради това полупропускливи за водата, докато лигнинът е по-хидрофобен. Замрежването на полизахаридите с лигнин по този начин ограничава поглъщането на вода в клетъчните стени. Това прави възможен ефективния транспорт на вода през проводящите тъкани. 

## Екологично значение
Лигнинът играе значителна роля във въглеродния цикъл, фиксирайки атмосферния въглерод в тъканите на многогодишните растения в процеса на тяхното развитие. Лигнинът е една от най-бавно разграждащите се съставки на вече мъртвата растителната маса и когато се разгради той съставя голяма част от бъдещия хумус. Този хумус най-общо увеличава фотосинтетичната продуктивност на растителните съобщества на дадено място и подпомага прехода на почвата от състояние с нарушен минерален баланс през етапите на екологичната последователност (сукцесия) до почва с увеличен катионен капацитет, а също така и до увеличение на способността на почвата да задържа вода и да балансира между крайностите на сушата и наводнението.

## Икономическо значение
Дървесината с високо съдържание на лигнин е по-трайна и следователно е добър материал за множество приложения. Тя също е отлично гориво, тъй като лигнинът има по-голяма топлина на изгаряне от целулозата. Механично полученият дървесен пулп използван за производство на вестникарска хартия съдържа по-голямата част от лигнина на изходната дървесина. Този лигнин е и причината тя да пожълтява с времето.  При производството на висококачествените хартии лигнинът предварително се отстранява и пулпът се избелва.